# Rufo Emiliano Verga
Rufo Emiliano Verga (Legnano, 21 dicembre 1969) è un ex calciatore italiano, di ruolo difensore o centrocampista centrale.
Iniziò la carriera con la maglia del Milan e vinse l'Europeo Under-21 del 1992; in seguito accusò problemi alle ginocchia che non gli permisero di proseguire come professionista oltre i 25 anni di età.

## Carriera

### Club
Cresce calcisticamente nel Milan, che lo aveva prelevato dal Varese, con il quale il 1º novembre 1987 esordisce in Serie A a 17 anni: Arrigo Sacchi lo inserisce al posto di Paolo Maldini nella gara contro il Torino. Nel resto della stagione Verga entra in campo in altre due occasioni.
Nella stagione 1988-1989 viene prestato al Parma, dove gioca una stagione terminando il campionato con un decimo posto in classifica e con 17 presenze impreziosite da 2 segnature.
Negli anni successivi trova il modo di giocare in formazioni di Serie A quali Bologna, con cui disputa anche 8 partite in Coppa UEFA, Lazio e Fiorentina, ma non trova continuità anche a causa di problemi fisici che ne limitano le prestazioni.
Dopo una stagione in prestito al Venezia in Serie B e un fugace ritorno al Milan, gioca un anno con il Lecce e dopodiché resta svincolato. In seguito, anche a causa di quattro operazioni alle ginocchia, decide di lasciare a 25 anni il calcio professionistico, diventando due anni più tardi un commerciante.

### Nazionale
Nel 1987 viene convocato con la Nazionale Under-18 totalizzando complessivamente fino al 1988 6 presenze e due reti.
Dal 1990 al 1992 gioca quasi tutte le 16 sfide della Nazionale Under-21 che portarono la selezione di Cesare Maldini alla vittoria finale dell'Europeo Under-21 del 1992.
Partecipa anche alla spedizione in Spagna per i Giochi olimpici del 1992, avventura che termina ai quarti di finale nella sfida persa per 1-0 contro i padroni di casa.
In totale con le Nazionali giovanili ha giocato dal 1987 al 1992 collezionando 28 presenze.

## Statistiche

### Presenze e reti nei club
Statistiche aggiornate al 30 giugno 1994.
| Stagione        | Squadra         | Campionato      | Campionato | Campionato | Coppe nazionali | Coppe nazionali | Coppe nazionali | Coppe continentali | Coppe continentali | Coppe continentali | Altre coppe | Altre coppe | Altre coppe | Totale | Totale |
| Stagione        | Squadra         | Comp            | Pres       | Reti       | Comp            | Pres            | Reti            | Comp               | Pres               | Reti               | Comp        | Pres        | Reti        | Pres   | Reti   |
| --------------- | --------------- | --------------- | ---------- | ---------- | --------------- | --------------- | --------------- | ------------------ | ------------------ | ------------------ | ----------- | ----------- | ----------- | ------ | ------ |
| 1986-1987       | Milan           | A               | 0          | 0          | CI              | 0               | 0               | -                  | -                  | -                  | -           | -           | -           | 0      | 0      |
| 1987-1988       | Milan           | A               | 3          | 0          | CI              | 0               | 0               | CU                 | 0                  | 0                  | -           | -           | -           | 3      | 0      |
| 1988-1989       | Parma           | B               | 17         | 2          | CI              | 5               | 0               | -                  | -                  | -                  | -           | -           | -           | 22     | 2      |
| 1989-1990       | Milan           | A               | 0          | 0          | CI              | 0               | 0               | CC                 | 0                  | 0                  | SU+CInt     | 0           | 0           | 0      | 0      |
| 1990-1991       | Bologna         | A               | 26         | 0          | CI              | 5               | 0               | CU                 | 8                  | 0                  | -           | -           | -           | 39     | 0      |
| 1991-1992       | Lazio           | A               | 6          | 0          | CI              | 2               | 0               | -                  | -                  | -                  | -           | -           | -           | 8      | 0      |
| 1992-ott.1992   | Fiorentina      | A               | 4          | 0          | CI              | 0               | 0               | -                  | -                  | -                  | -           | -           | -           | 4      | 0      |
| ott.1992-1993   | Venezia         | B               | 19         | 0          | CI              | 1               | 0               | -                  | -                  | -                  | -           | -           | -           | 20     | 0      |
| 1993-ott.1993   | Milan           | A               | 0          | 0          | CI              | 0               | 0               | UCL                | 0                  | 0                  | SI          | 0           | 0           | 0      | 0      |
| Totale Milan    | Totale Milan    | Totale Milan    | 3          | 0          |                 | 0               | 0               |                    | 0                  | 0                  |             |             |             | 0      | 0      |
| ott.1993-1994   | Lecce           | A               | 14         | 0          | CI              | 1               | 0               | -                  | -                  | -                  | -           | -           | -           | 15     | 0      |
| Totale carriera | Totale carriera | Totale carriera | 89         | 2          |                 | 14              | 0               |                    | 8                  | 0                  |             |             |             | 111    | 2      |

### Cronologia presenze e reti in nazionale
| Cronologia completa delle presenze e delle reti in nazionale ― Italia under 21 | Cronologia completa delle presenze e delle reti in nazionale ― Italia under 21 | Cronologia completa delle presenze e delle reti in nazionale ― Italia under 21 | Cronologia completa delle presenze e delle reti in nazionale ― Italia under 21 | Cronologia completa delle presenze e delle reti in nazionale ― Italia under 21 | Cronologia completa delle presenze e delle reti in nazionale ― Italia under 21 | Cronologia completa delle presenze e delle reti in nazionale ― Italia under 21 | Cronologia completa delle presenze e delle reti in nazionale ― Italia under 21 |
| Data                                                                           | Città                                                                          | In casa                                                                        | Risultato                                                                      | Ospiti                                                                         | Competizione                                                                   | Reti                                                                           | Note                                                                           |
| ------------------------------------------------------------------------------ | ------------------------------------------------------------------------------ | ------------------------------------------------------------------------------ | ------------------------------------------------------------------------------ | ------------------------------------------------------------------------------ | ------------------------------------------------------------------------------ | ------------------------------------------------------------------------------ | ------------------------------------------------------------------------------ |
| 26-9-1990                                                                      | Reggio Calabria                                                                | Italia under 21                                                                | 1 – 0                                                                          | Paesi Bassi under 21                                                           | Amichevole                                                                     | -                                                                              |                                                                                |
| 18-10-1990                                                                     | Ferrara                                                                        | Italia under 21                                                                | 1 – 0                                                                          | Ungheria under 21                                                              | Qual. Europeo Under-21 1992                                                    | -                                                                              |                                                                                |
| 19-12-1990                                                                     | Larnaca                                                                        | Cipro under 21                                                                 | 0 – 1                                                                          | Italia under 21                                                                | Amichevole                                                                     | -                                                                              |                                                                                |
| 16-1-1991                                                                      | Atene                                                                          | Grecia under 21                                                                | 1 – 0                                                                          | Italia under 21                                                                | Amichevole                                                                     | -                                                                              |                                                                                |
| 27-2-1991                                                                      | Grosseto                                                                       | Italia under 21                                                                | 0 – 0                                                                          | Polonia under 21                                                               | Amichevole                                                                     | -                                                                              |                                                                                |
| 5-6-1991                                                                       | Stavanger                                                                      | Norvegia under 21                                                              | 6 – 0                                                                          | Italia under 21                                                                | Qual. Europeo Under-21 1992                                                    | -                                                                              |                                                                                |
| 12-6-1991                                                                      | Padova                                                                         | Italia under 21                                                                | 1 – 0                                                                          | Unione Sovietica under 21                                                      | Qual. Europeo Under-21 1992                                                    | -                                                                              |                                                                                |
| 25-9-1991                                                                      | Trollhattan                                                                    | Svezia under 21                                                                | 2 – 2                                                                          | Italia under 21                                                                | Amichevole                                                                     | -                                                                              | 77’                                                                            |
| 16-10-1991                                                                     | Simferopoli                                                                    | Unione Sovietica under 21                                                      | 1 – 1                                                                          | Italia under 21                                                                | Qual. Europeo Under-21 1992                                                    | -                                                                              |                                                                                |
| 29-1-1992                                                                      | Atene                                                                          | Grecia under 21                                                                | 0 – 1                                                                          | Italia under 21                                                                | Amichevole                                                                     | -                                                                              | 58’                                                                            |
| 19-2-1992                                                                      | Izmir                                                                          | Turchia under 21                                                               | 0 – 1                                                                          | Italia under 21                                                                | Amichevole                                                                     | -                                                                              | 58’                                                                            |
| 11-3-1992                                                                      | Trnava                                                                         | Cecoslovacchia under 21                                                        | 1 – 2                                                                          | Italia under 21                                                                | Europeo Under-21 1992 - Quarti di finale - Andata                              | -                                                                              |                                                                                |
| 25-3-1992                                                                      | Padova                                                                         | Italia under 21                                                                | 2 – 0                                                                          | Cecoslovacchia under 21                                                        | Europeo Under-21 1992 - Quarti di finale - Ritorno                             | -                                                                              |                                                                                |
| 9-4-1992                                                                       | Aalborg                                                                        | Danimarca under 21                                                             | 0 – 1                                                                          | Italia under 21                                                                | Europeo Under-21 1992 - Semifinale - Andata                                    | -                                                                              |                                                                                |
| 22-4-1992                                                                      | Perugia                                                                        | Italia under 21                                                                | 2 – 0                                                                          | Danimarca under 21                                                             | Europeo Under-21 1992 - Semifinale - Ritorno                                   | -                                                                              |                                                                                |
| 28-5-1992                                                                      | Ferrara                                                                        | Italia under 21                                                                | 2 – 0                                                                          | Svezia under 21                                                                | Europeo Under-21 1992 - Finale - Andata                                        | -                                                                              |                                                                                |
| Totale                                                                         |                                                                                | Presenze                                                                       | 16                                                                             |                                                                                | Reti                                                                           | 0                                                                              |                                                                                |

| Cronologia completa delle presenze e delle reti in nazionale ― Italia Olimpica | Cronologia completa delle presenze e delle reti in nazionale ― Italia Olimpica | Cronologia completa delle presenze e delle reti in nazionale ― Italia Olimpica | Cronologia completa delle presenze e delle reti in nazionale ― Italia Olimpica | Cronologia completa delle presenze e delle reti in nazionale ― Italia Olimpica | Cronologia completa delle presenze e delle reti in nazionale ― Italia Olimpica | Cronologia completa delle presenze e delle reti in nazionale ― Italia Olimpica | Cronologia completa delle presenze e delle reti in nazionale ― Italia Olimpica |
| Data                                                                           | Città                                                                          | In casa                                                                        | Risultato                                                                      | Ospiti                                                                         | Competizione                                                                   | Reti                                                                           | Note                                                                           |
| ------------------------------------------------------------------------------ | ------------------------------------------------------------------------------ | ------------------------------------------------------------------------------ | ------------------------------------------------------------------------------ | ------------------------------------------------------------------------------ | ------------------------------------------------------------------------------ | ------------------------------------------------------------------------------ | ------------------------------------------------------------------------------ |
| 10-7-1992                                                                      | Brescia                                                                        | Italia olimpica                                                                | 1 – 1                                                                          | Egitto olimpica                                                                | Amichevole                                                                     | -                                                                              |                                                                                |
| 16-7-1992                                                                      | Marino                                                                         | Italia olimpica                                                                | 5 – 0                                                                          | Qatar olimpica                                                                 | Amichevole                                                                     | -                                                                              |                                                                                |
| 24-7-1992                                                                      | Barcellona                                                                     | Italia olimpica                                                                | 2 – 1                                                                          | Stati Uniti olimpica                                                           | Olimpiadi 1992 - 1° turno                                                      | -                                                                              | 32’                                                                            |
| 27-7-1992                                                                      | Barcellona                                                                     | Italia olimpica                                                                | 0 – 3                                                                          | Polonia olimpica                                                               | Olimpiadi 1992 - 1° turno                                                      | -                                                                              |                                                                                |
| 29-7-1992                                                                      | Barcellona                                                                     | Italia olimpica                                                                | 1 – 0                                                                          | Kuwait olimpica                                                                | Olimpiadi 1992 - 1° turno                                                      | -                                                                              |                                                                                |
| 1-8-1992                                                                       | Valencia                                                                       | Spagna olimpica                                                                | 1 – 0                                                                          | Italia olimpica                                                                | Olimpiadi 1992 - Quarti di finale                                              | -                                                                              |                                                                                |
| Totale                                                                         |                                                                                | Presenze                                                                       | 6                                                                              |                                                                                | Reti                                                                           | 0                                                                              |                                                                                |

## Palmarès

### Club

#### Competizioni nazionali
- Campionato italiano: 1

Milan: 1987-1988

##### Competizioni internazionali
- Supercoppa UEFA: 1

Milan: 1989
- Coppa Intercontinentale: 1

Milan: 1989
- Coppa dei Campioni: 1

Milan: 1989-1990

### Nazionale
- Campionato d'Europa Under-21: 1

1992